# Hrvatska milja
Hrvatska milja (lat. Millaria Croatica, eng. Croatian mile) je stara jedinca duljine koja je iznosila 1/10 duljine ekvatorskog stupnja, odnosno ≈ 11 130 m.

Prema nekim izvorima, duljina hrvatske milje je iznosila 2226 metara ili 2229 metara
Stjepan Glavač je definirao ovu mjeru i prvi put ju je koristio na svom zemljovidu Hrvatske iz 1673. godine.
Hrvatski sabor je, iako pod hrvatsko-ugarskom krunom, sve do sredine 18. st. obranio samosvojne hrvatske mjerne jedinice, te je tek 1733. godine i na području Hrvatske uveo “požunske mjere”, jedinstvene za cijelu Habsburšku monarhiju.